# Ектор Ортіс (тенісист)
Ектор Ортіс (ісп. Héctor Ortiz; 2 квітня 1961 — 27 липня 2010) — колишній мексиканський тенісист.
Найвищу одиночну позицію світового рейтингу — 269 місце досяг 15 вересня 1986, парну — 355 місце — 18 травня 1987 року.

## Титули на челленджерах

### Парний розряд: (1)
| Ранг | Дата | Турнір          | Покриття | Партнер          | Суперник                     | Рахунок       |
| ---- | ---- | --------------- | -------- | ---------------- | ---------------------------- | ------------- |
| 1.   | 1986 | Knokke, Бельгія | Ґрунт    | Даніло Марселіно | Ален Брішан Ян Ванланґендонк | 6–4, 6–7, 6–3 |